# 차굴락섬

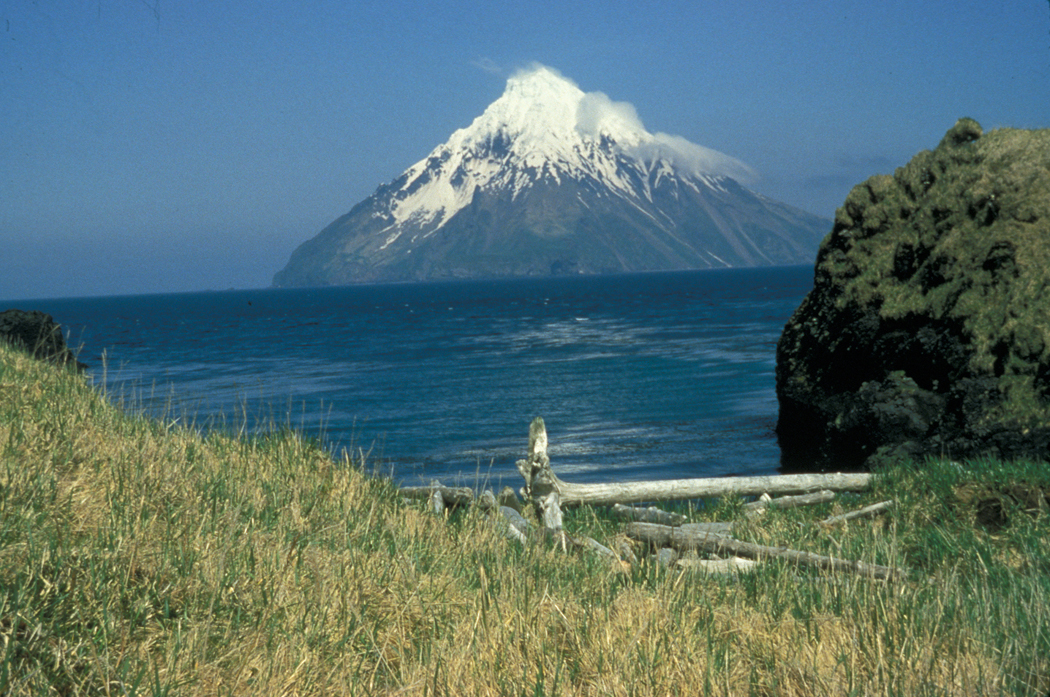

차굴락섬(Chagulak island)은 알래스카주의 알류샨 열도에 있는 화산섬으로, 성층 화산이다. 이 섬은 아직 활동중이다.